# Little Queen
Little Queen – drugi album studyjny amerykańskiego zespołu muzycznego Heart, wydany 14 maja 1977.
Pierwotnie w tym roku planowano wydać album Magazine, jednak problemy z pierwszą wytwórnią muzyczną grupy, Mushroom Records, spowodowały, że Heart podpisał kontrakt z Portrait Records i rozpoczął nagrywanie Little Queen. Singlem przewodnim z płyty był zainsiprowany walką z wytwórnią Barracuda, który dotarł do 11. miejsca amerykańskiej listy przebojów w dniu 3 września 1977 roku. Utwór uznaje się za najlepszy na albumie oraz za jeden z klasycznych utworów rockowych.
Album jest oceniany przez krytyków muzycznych jako najlepszy w historii zespołu, oraz jako jeden z najlepszych w historii klasycznego rocka. Magazyn Rolling Stone umieścił płytę na 25. miejscu najlepszych pięćdziesięciu albumów stworzonych przez żeńskich artystów rockowych.
Alex Henderson z muzycznego serwisu AllMusic stwierdza, że album pomimo kilku utworów silnie inspirowanych hard rockiem i heavy metalem (takich jak "Barracuda" i "Kick It Out"), Little Queen jest w większości krążkiem folk rockowym, na co wskazują utwory takie jak "Sylvan Song" (kompozycja instrumentalna), "Love Alive", "Dream of the Archer" i "Cry To Me". Na płycie dominują utwory w stylu ballad. Tak samo jak jest to słyszalne na poprzednim albumie grupy, Dreamboat Annie, ten krążek jest silnie inspirowany twórczością Led Zeppelin.

## Lista utworów
| Nr  | Tytuł utworu          | Autorzy                                                            | Długość |
| --- | --------------------- | ------------------------------------------------------------------ | ------- |
| 1.  | „Barracuda”           | Ann Wilson, Nancy Wilson, Roger Fisher, Mike DeRosier              | 4:21    |
| 2.  | „Love Alive”          | A. Wilson, N. Wilson, Fisher                                       | 4:22    |
| 3.  | „Sylvan Song”         | N. Wilson, Fisher                                                  | 2:12    |
| 4.  | „Dream of the Archer” | A. Wilson, N. Wilson, Fisher                                       | 4:30    |
| 5.  | „Kick It Out”         | A. Wilson                                                          | 2:45    |
| 6.  | „Little Queen”        | A. Wilson, N. Wilson, Fisher, DeRosier, Howard Leese, Steve Fossen | 5:10    |
| 7.  | „Treat Me Well”       | N. Wilson                                                          | 3:25    |
| 8.  | „Say Hello”           | A. Wilson, N. Wilson, Fisher                                       | 3:36    |
| 9.  | „Cry To Me”           | A. Wilson, N. Wilson                                               | 2:52    |
| 10. | „Go On Cry”           | A. Wilson, N. Wilson, Fisher                                       | 5:53    |
|     |                       |                                                                    | 39:06   |

## Wykonawcy
- Ann Wilson – śpiew, gitara, flet, keyboard
- Nancy Wilson – śpiew (w utworze "Treat Me Well"), wokal wspomagający, gitara elektryczna, gitara akustyczna, mandolina, pianino
- Roger Fisher – gitara elektryczna, mandolina
- Steve Fossen – gitara basowa, instrumenty perkusyjne
- Howard Leese – gitara, mandolina, keyboard, pianino, syntezator, wokal wspomagający
- Michael DeRosier – perkusja, instrumenty perkusyjne

Gościnnie wystąpili
- Lynn Wilson – wokal wspomagający
- Seal Dunnington – wokal wspomagający

Opracowano na podstawie materiału źródłowego.

## Miejsca na listach przebojów
| Rok  | Lista                             | Pozycja |
| ---- | --------------------------------- | ------- |
| 1977 | RPM100 (Kanada)                   | 2       |
| 1977 | Billboard 200 (USA)               | 9       |
| 1977 | GfK (Holandia)                    | 9       |
| 1977 | Australian Albums Chart           | 22      |
| 1977 | German Albums Chart (Niemcy)      | 34      |
| 1977 | UK Albums Chart (Wielka Brytania) | 34      |
| 1977 | Swedish Albums Chart (Szwecja)    | 44      |

## Certyfikacje
| Kraj   | Organizacja | Rok  | Sprzedaż                |
| USA    | RIAA        | 1994 | 3x Platyna (+3,000,000) |
| Kanada | CRIA        | 1977 | 2x Platyna (+200,000)   |